# BRD Bucharest Open 2015
Bucharest Open 2015 — професійний тенісний турнір, що проходив на кортах з ґрунтовим покриттям. Це був другий за ліком турнір. Належав до Туру WTA 2015. Відбувся на Arenele BNR у Бухаресті (Румунія). Тривав з 13 до 19 липня 2015 року.

## Очки і призові

### Розподіл очок
| Дисципліна       | П   | Ф   | ПФ  | ЧФ | 1/8 | 1/16 | Q   | Q3  | Q2  | Q1  |
| Одиночний розряд | 280 | 180 | 110 | 60 | 30  | 1    | 18  | 14  | 10  | 1   |
| Парний розряд    | 280 | 180 | 110 | 60 | 1   | Н/Д  | Н/Д | Н/Д | Н/Д | Н/Д |

### Розподіл призових грошей
| Дисципліна       | П       | F       | ПФ      | ЧФ     | 1/8    | 1/16   | Q2   | Q1   |
| Одиночний розряд | $43,000 | $21,400 | $11,300 | $5,900 | $3,310 | $1,925 | $730 | $530 |
| Парний розряд    | $12,300 | $6,400  | $3,435  | $1,820 | $960   | Н/Д    | Н/Д  | Н/Д  |

## Учасниці основної сітки в одиночному розряді

### Сіяні
| Країна     | Гравчиня               | Рейтинг1 | Сіяна |
| ---------- | ---------------------- | -------- | ----- |
| Італія     | Сара Еррані            | 19       | 1     |
| Італія     | Роберта Вінчі          | 35       | 2     |
| Румунія    | Моніка Нікулеску       | 48       | 3     |
| Німеччина  | Юлія Гергес            | 56       | 4     |
| Румунія    | Александра Дулгеру     | 60       | 5     |
| Чехія      | Тереза Сміткова        | 62       | 6     |
| Словаччина | Анна Кароліна Шмідлова | 63       | 7     |
| Німеччина  | Анніка Бек             | 70       | 8     |

- 1 Рейтинг подано станом на 29 червня 2015.

### Інші учасниці
Нижче наведено учасниць, які отримали вайлд-кард на участь в основній сітці:
- Ана Богдан
- Сорана Кирстя
- Патрісія Марія Тіг

Нижче наведено гравчинь, які пробились в основну сітку через стадію кваліфікації:
- Крістіна Діну
- Река-Луца Яні
- Касаткіна Дарія Сергіївна
- Петра Мартич

### Знялись з турніру
До початку турніру
- Карін Кнапп →її замінила Шуай Чжан
- Ана Конюх →її замінила Анна Татішвілі
- Магда Лінетт →її замінила Шахар Пеєр
- Полін Пармантьє →її замінила Чагла Бююкакчай

### Завершили кар'єру
- Александра Дулгеру (травма правого коліна)
- Сільвія Солер-Еспіноса (травма правого плеча)

## Учасниці в парному розряді

### Сіяні
| Країна    | Гравчиня           | Країна     | Гравчиня          | Рейтинг1 | Сіяна |
| --------- | ------------------ | ---------- | ----------------- | -------- | ----- |
| Словенія  | Андрея Клепач      | Сербія     | Александра Крунич | 136      | 1     |
| Німеччина | Юлія Гергес        | Хорватія   | Петра Мартич      | 139      | 2     |
| Румунія   | Ралука Олару       | США        | Анна Татішвілі    | 150      | 3     |
| Грузія    | Оксана Калашникова | Нідерланди | Демі Схюрс        | 186      | 4     |

- 1 Рейтинг подано станом на 29 червня 2015.

### Інші учасниці
Пари, що отримали вайлд-кард на участь в основній сітці:
- Жаклін Крістіан /  Елена Русе
- Андрея Міту /  Патрісія Марія Тіг

Наведені нижче пари отримали місце як заміна:
- Крістіна Діну /  Камелія Хрістя

### Відмовились від участі
До початку турніру
- Шахар Пеєр (травма правого плеча)

## Переможниці

### Одиночний розряд
- Анна Кароліна Шмідлова —  Сара Еррані, 7–6(7–3), 6–3

### Парний розряд
- Оксана Калашникова /  Демі Схюрс —  Андрея Міту /  Патрісія Марія Тіг, 6–2, 6–2